# Parc des Promenades (Alençon)
Ne doit pas être confondu avec Parc des Promenades (Saint-Brieuc).
Le parc des Promenades est un parc public situé à Alençon, à proximité de l'hôtel de ville. Construit en 1783, rénové en 1999 le parc actuel offre de larges pelouses ombragées, petits coins de repos et aires de jeux pour les enfants. D'une superficie de plus de quatre hectares il est le second grand espace vert de détente des Alençonnais après l'arboretum Koutiala.

## Situation
Le parc des promenades est situé au centre-ville d'Alençon à proximité de l'hôtel de ville. Il est encadré par la rue Albert 1er au sud, la rue Candie à l’ouest et la rue Balzac à l'est. 
Il est desservi par les transports urbains de la communauté urbaine d'Alençon, ligne 2 arrêt Candie. La ligne 3 dessert l'hôtel de ville d’Alençon.
Le parc peut être visité tous les jours de l’année. Il est fermé la nuit, ses horaires d’ouverture sont de 7h30 à 21h (période du 1er avril au 30 septembre).

Plan de situation du parc.

## Histoire
Derrière le château des Ducs se trouvaient le « Petit Parc » de 8 hectares et le « Grand Parc » de 30 hectares. Aux XVe et XVIe siècles, les ducs d'Alençon aiment à y entretenir cerfs et biches apprivoisés. En 1676, la duchesse de Guise arriva à Alençon. Elle fit raser le parc qui deviendra une friche puis une terre agricole.
En août 1773 Louis XV concède à la ville d’Alençon les terrains du grand parc. Celle-ci vendra des parcelles pour développer une zone résidentielle et gardera un terrain sur lequel elle fera aménager un parc public. 
Les plans du jardin sont élaborés par Jean Delarue, architecte ayant réalisé de nombreux monuments à Alençon dont l’Hôtel de ville.
Le premier arbre un orme fut planté le 20 novembre 1784 et cet évènement donna lieu à une grande fête.
Fondé en 1956, le corso fleuri d'Alençon a eu lieu au parc des Promenades.  Il attirait des milliers de visiteurs à Alençon. Des chanteurs prestigieux tels que Gloria Lasso (en 1956), Dalida (1963), Tino Rossi (1957) ou encore Claude François (1967) se sont produits au parc à l'occasion de cet événement. Le treizième et dernier corso fleuri a eu lieu les 24 et 25 juin 1972.

### Rénovation de 1997
Le 18 juin 1997, un projet de rénovation du parc est adopté par la commission générale et présenté à la commission d'urbanisme d'Alençon. 

« Les plantations prévus sont les suivantes :
- 48 chênes à l'intérieur des quatre rectangles,
- 32 tilleuls à la périphéries de chacun des quatre rectangles,
- 8 marronniers, 10 platanes, 15 hêtres et 8 tilleuls au fond du parc,
- 1 140 charmilles pour un labyrinthe végétal et autour de la placette (fontaine)
- 33 ormes le long des rues Albert 1er et Honoré de Balzac,
- 4 cèdres autour de celui existant,
- 640 charmilles pour une haie le long de la rue Albert 1er. »

— Alain Champion, Chronique des Promenades d'Alençon (1999)

## Aménagements

### Les promenades
Les  promenades possèdent les caractéristiques d’un jardin à la française : alignements de tilleuls, haies de charmes taillés, allées rectilignes et plate-bande. Elles offrent de larges pelouses ombragées.

### La roseraie

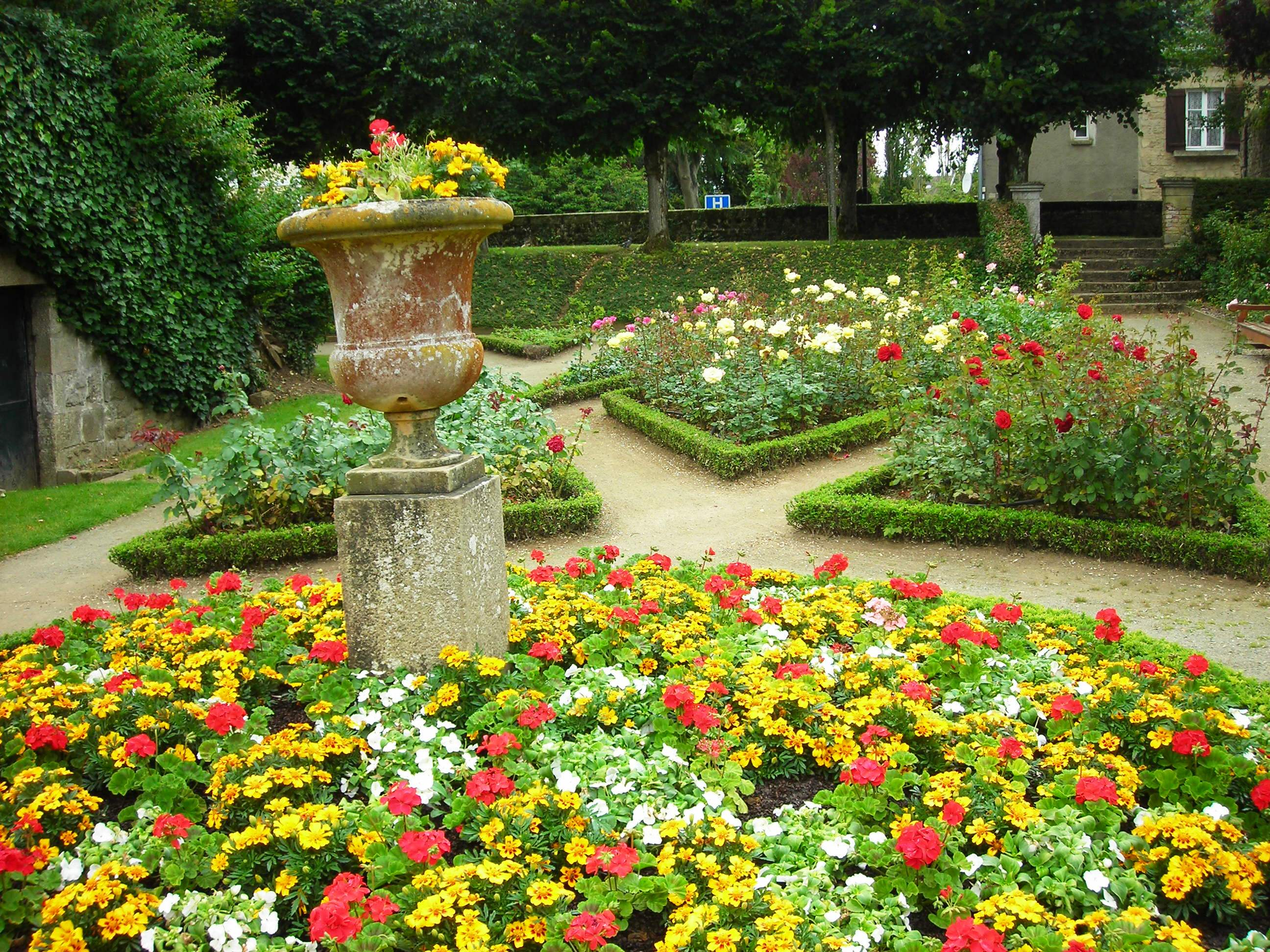
Roseraie du parc des Promenades

La roseraie comporte une partie qui se rapproche du style à l'anglaise avec ses allées sinueuses, végétaux à port très variés et une partie plus classique avec des massifs de nombreuses variétés de rosiers entourées de bordures de buis.
On peut contempler dans la roseraie une sculpture d’André Guérin «Les petites bacchantes et l’escargot.»

### Kiosque

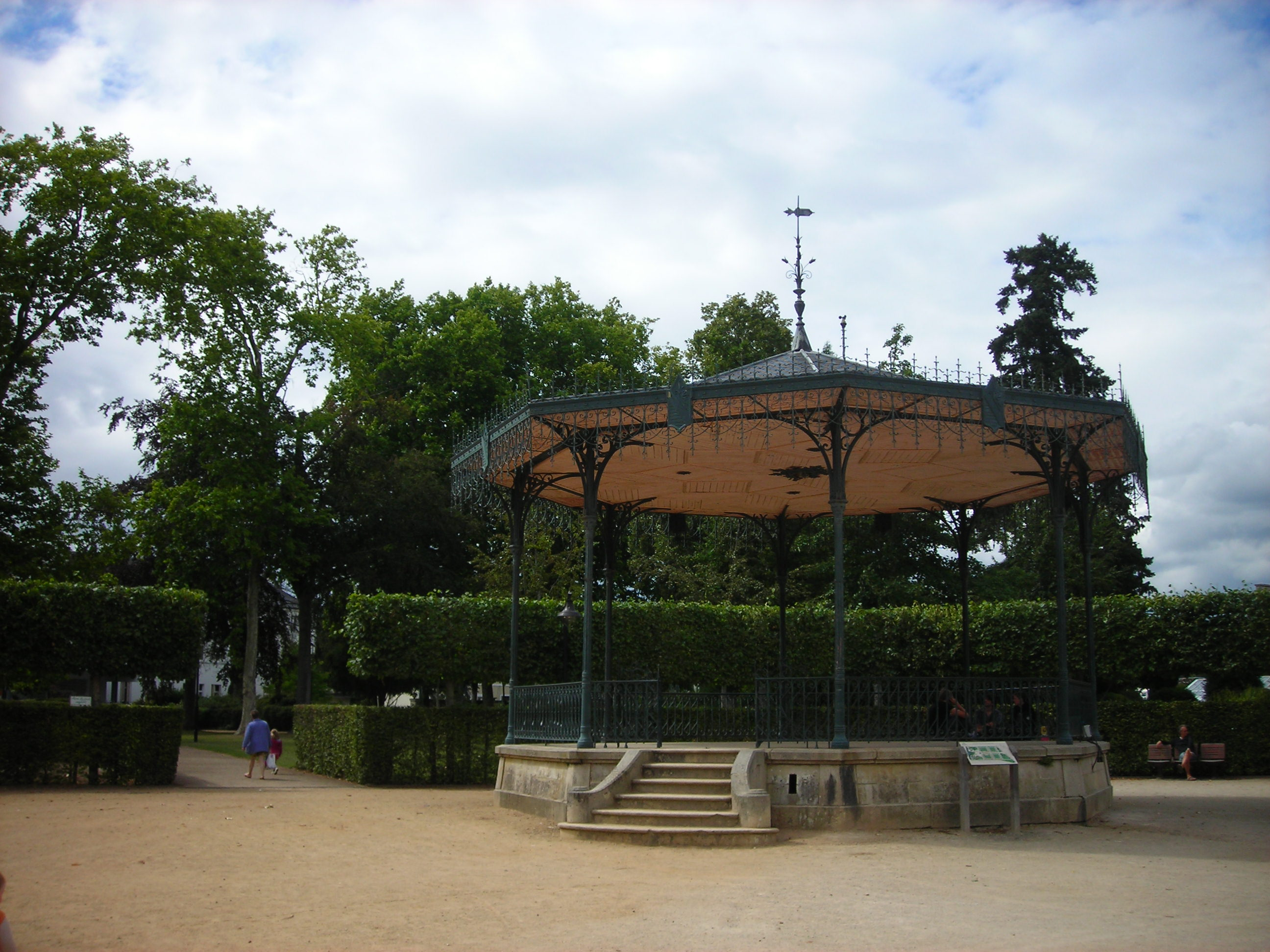
Kiosque

Le conseil municipal d’Alençon approuva la construction d’un kiosque à musique au parc des promenades à l’occasion d’un grand concours musical qui se déroula dans la ville en 1888. L’architecte Pierre Lheureux s’inspira du kiosque de Cambrai datant de 1867. Terminé en septembre 1888, le kiosque à musique du parc a une superficie de 67 mètres carrés. Il est élevé sur un soubassement en pierre de forme octogonale. Sa structure métallique est surmontée d’un toit d’ardoise.

## Entretien
L'entretien du parc et ses alentours emploie 4 agents municipaux du service des espaces verts de la ville d'Alençon. Il est défini par un plan de gestion différenciée qui permet de fixer un planning d’entretien adapté. Le parc des Promenades est classé en zones d'entretien niveau 2 (couleur marron clair), c'est-à-dire qu'il a un « entretien poussé mais raisonné.» Les tontes des pelouses sont réalisées à 6 cm de hauteur avec mulching systématique de mai à septembre. Un paillage est posé sur la majorité des massifs. L’utilisation des produits phytosanitaires est minimisée.
Le patrimoine végétal vieillissant est régulièrement renouvelé. Vingt-deux arbres abattus début 2012 sont remplacés par 35 hêtres et chênes.

## Animations
Tous les ans avait lieu la fête foraine de la foire de la chandeleur au Promenade, jusqu'en 1997. Année à laquelle le conseil municipal rejette l'intégration de cette manifestation pour préserver la qualité du parc en vue de sa rénovation. 
Chaque année en juin, depuis 2002, un « Rendez-vous au jardin » propose de nombreuses expositions et animations dans le parc des promenades.  Cette manifestation de deux jours a présenté 56 exposants en 2011 dont des pépiniéristes, des artistes et le service espaces verts de la ville d’Alençon.